# Rafael Fernández de Henestrosa y Salabert
Rafael Fernández de Henestrosa y Salabert (Saint Cloud, 1 de septiembre de 1895-Biarritz, 30 de marzo de 1939) fue el II duque de Santo Mauro, VII conde de Estradas, y caballero de la Orden de Calatrava.

## Biografía
Nació en la localidad francesa de Saint-Cloud el 1 de septiembre de 1895. Era el único hijo varón del matrimonio de Mariano Fernández de Henestrosa y Ortiz de Mioño y de Casilda de Salabert y Arteaga. Su padre era poseedor del ducado de Santo Mauro y del condado de Estradas y su madre era la VII condesa de Ofalia.
Debido a que su madre había casado en primeras nupcias con Luis María Fernández de Córdoba y Pérez de Barradas  XVI duque de Medinaceli, cuando falleció, el condado de Ofalia pasó a su hermanastro Luis Fernández de Córdoba y Salabert, XVII duque de Medinaceli.
En 1914 cuando Rafael tenía 19 años, su padre le cedió el condado de Estradas y en 1919, cuando falleció su padre, sucedió en el ducado de Santo Mauro como segundo titular.
Rafael fue capitán de Fragata de la Armada Española y gentilhombre grande de España con ejercicio y servidumbre del rey Alfonso XIII hasta la llegada de la Segunda República en 1931.
No llegó a desposarse y quedó sin sucesión. A su muerte, el 30 de marzo de 1939, su hermana Casilda Fernández de Henestrosa y Salabert sucedió en los dos títulos que ostentaba.